# Lenovo
Lenovo Group Limited (IPA lɛˈnɔvo; ehemals Legend Group; „Le“ von englisch legend ‚Legende‘, „novo“ von lateinisch novum ‚neu‘; chinesisch 聯想 / 联想 – „Verbindung von Ideen, Assoziation von Gedanken, sich zusammen etwas vorstellen“) ist ein chinesisches Technologieunternehmen, das sich auf die Entwicklung, Herstellung und Vermarktung von Unterhaltungselektronik, PCs, Software, Unternehmenslösungen und damit verbundene Dienstleistungen spezialisiert hat. Zu den von dem Unternehmen hergestellten Produkten gehören Desktop-Computer, Laptops, Tablet-Computer, Smartphones, Workstations, Server, Supercomputer, Datenspeichergeräte, IT-Management-Software und intelligente Fernsehgeräte. Zu den bekanntesten Marken gehören die (von IBM übernommene) ThinkPad Business-Laptop-Reihe, die IdeaPad-, Yoga- und Legion-Laptop-Reihen für Privatkunden sowie die IdeaCentre- und ThinkCentre-Reihen für Desktop-Computer. Seit 2021 ist Lenovo der weltweit größte Anbieter von Personal Computern.
Lenovo ist in über 60 Ländern vertreten und verkauft seine Produkte in mehr als 180 Ländern. Der Hauptsitz des Unternehmens befindet sich in Hongkong, Forschungszentren gibt es in Peking, Chengdu, Yamato (Präfektur Kanagawa, Japan), Singapur, Shanghai, Shenzhen und Morrisville, außerdem gibt es Lenovo NEC Holdings, ein Joint Venture mit NEC, das Personal Computer für den japanischen Markt produziert.

## Geschichte

Logo bis Ende Mai 2015

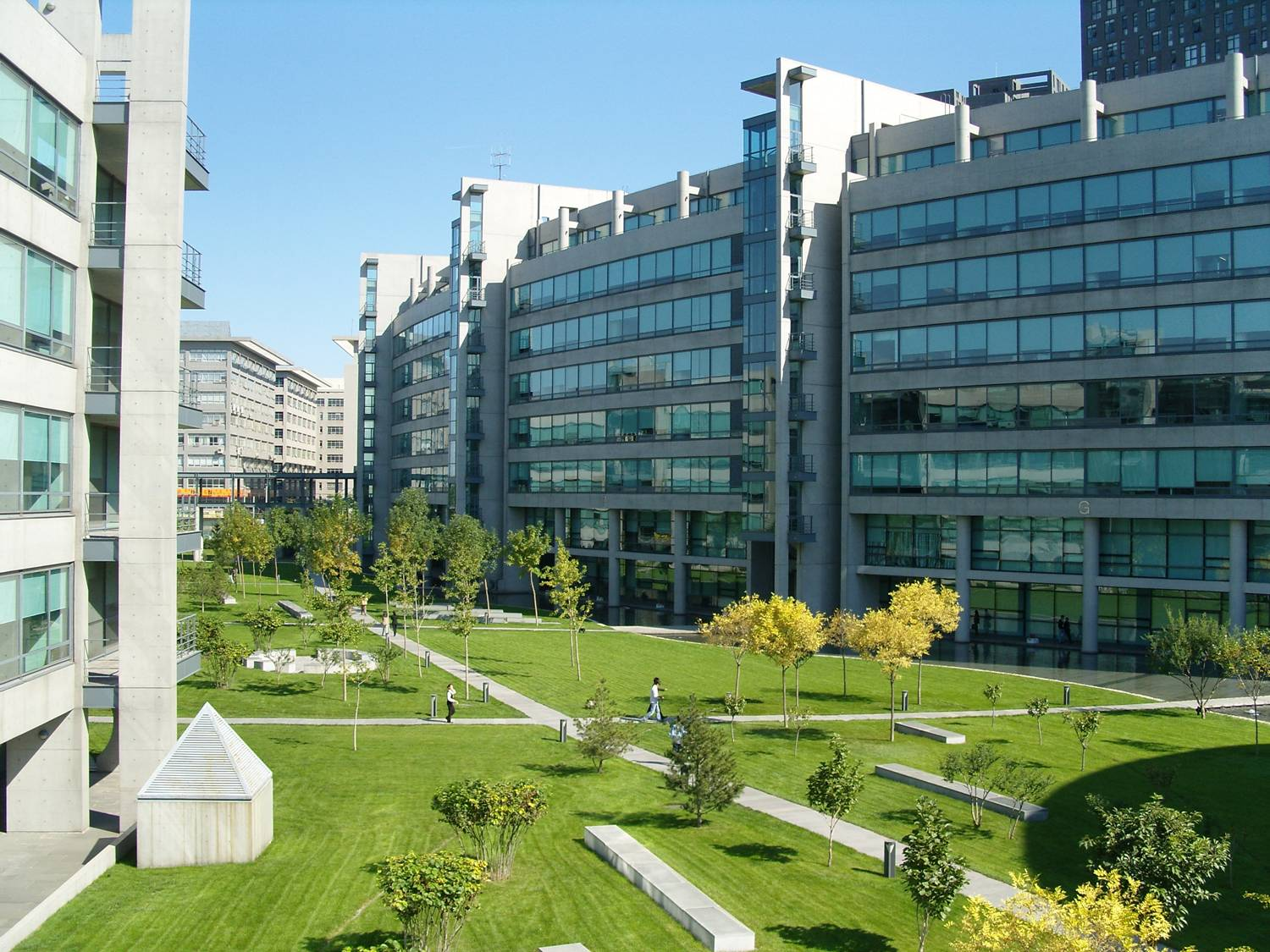
Lenovo-Campus in Peking

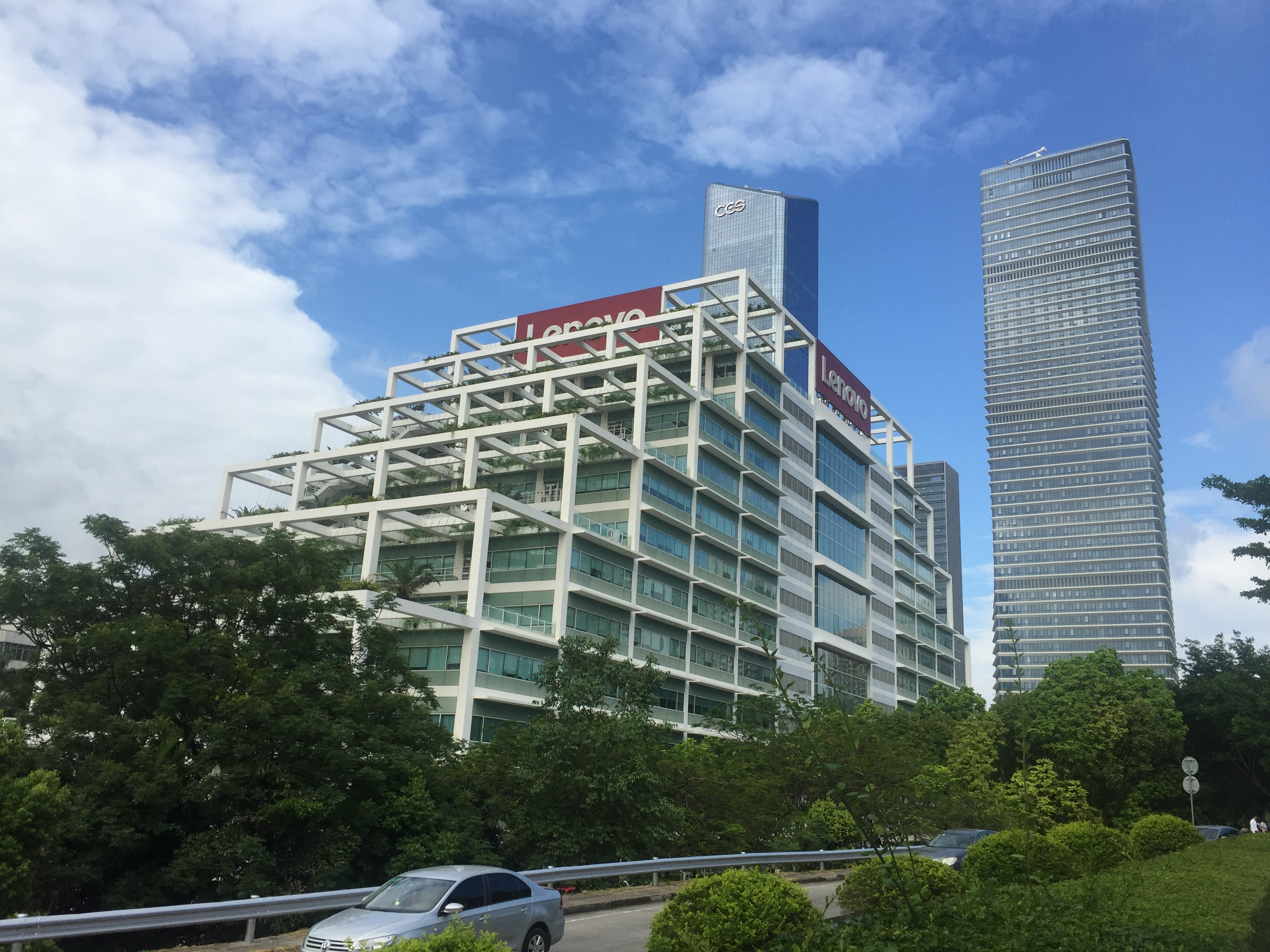
Der Lenovo R & D-Standort in Shenzhen, Provinz Guangdong in China, 2018

Im Jahre 1984 gründete eine Gruppe junger chinesischer Wissenschaftler das Unternehmen. Dabei beschränkten sie sich zunächst auf den Vertrieb von Computern und Druckern der Marken IBM, ACT und Hewlett-Packard. Eigene Geräte brachte Lenovo Ende der 1980er Jahre auf den Markt.

### 2004 – IBM (Kauf der PC-Sparte)
2004 war das Unternehmen Marktführer auf dem chinesischen Markt. Der Weltmarktanteil betrug zugleich 2,3 %. Anfang Dezember 2004 gab Lenovo bekannt, die PC-Sparte von IBM für 1,75 Mrd. US-Dollar übernehmen zu wollen, deren Weltmarktanteil 6 % betrug. Am 9. März 2005 genehmigten die Behörden der Vereinigten Staaten die Übernahme, die am 1. Mai 2005 offiziell abgeschlossen wurde. Der Hauptsitz des Unternehmens wurde daraufhin nach Raleigh in North Carolina verlegt, mit Hauptniederlassungen in Peking und Singapur. Stephen Ward, früherer Chef der PC-Sparte von IBM, wurde zum CEO des Gesamtunternehmens ernannt. Yang Yuanqing, früherer CEO von Lenovo, übernahm den Posten des Chairman of the Board. Der Umsatz der Lenovo Group stieg mit der Fusion von 2,9 Mrd. US-Dollar im Jahr 2005 auf 13,3 Mrd. US-Dollar im Jahr 2006.

### 2011 – NEC (Fusion)
Im Januar 2011 wurde bekannt, dass der japanische Elektronikkonzern NEC und Lenovo im PC-Geschäft fusionieren wollten. Durch gemeinsame Entwicklung, Produktion und Materialbeschaffung sollten Synergie-Effekte entstehen, die beiden Unternehmen helfen sollten, den Abstand zum Marktführer HP zu verkleinern. Das neue Gemeinschaftsunternehmen gehörte zu 51 % Lenovo und zu 49 % NEC. Des Weiteren sollten die Endprodukte weiterhin unter den bisherigen Markennamen verkauft werden. 2016 übernahm dann Lenovo einen Großteil der Anteile von NEC und kontrolliert seitdem 95 % des Joint-Ventures.

### 2011 – Medion AG (Kauf)
Lenovo bot Anfang Juni 2011 629 Millionen Euro für einen Mehrheitseinstieg bei dem Aldi-Lieferanten Medion AG. Die EU-Kommission gab am 26. Juli 2011 grünes Licht für die Übernahme, nachdem ihre Experten insbesondere die Aktivitäten beider Firmen bei Desktop-Computern, Laptops, Computermonitoren sowie Zubehör untersucht hatten. Im Mittelpunkt stand dabei der PC-Markt in Deutschland und Dänemark, auf den der Zusammenschluss die größten Auswirkungen hat. Zur Begründung gab die Kommission an, das Unternehmen werde starken Konkurrenten wie zum Beispiel Acer, HP oder Asus gegenüberstehen, so dass es weiter ausreichend Wettbewerb gebe. Sie kam zu der Schlussfolgerung: „Die gemeinsamen Marktanteile von Lenovo und Medion sind allgemein relativ gering.“ Alle 1000 Medion-Mitarbeiter sollten übernommen werden.

### 2014 – Motorola (Kauf)
Anfang 2014 kaufte Lenovo den Mobiltelefonhersteller Motorola Mobility von Google für 2,91 Mrd. US-Dollar. Den Markennamen Motorola plante Lenovo in entwickelten Märkten (z. B. den USA und Europa) beizubehalten, während in Entwicklungs- und Schwellenländern eine Zwei-Marken-Strategie angewendet werden sollte. Mit der Motorola-Akquisition stieg Lenovo zum drittgrößten Smartphone-Anbieter weltweit auf – hinter Samsung und Apple (Stand Okt. 2014). Bei einer Online-Umfrage im September 2015 wurde Lenovo vor Huawei zur beliebtesten chinesischen Marke in Deutschland gewählt.

### 2014 – IBM (Kauf der Server-Sparte)
Im Januar 2014 kaufte Lenovo für 2,3 Mrd. US-Dollar Teile der Server-Sparte von IBM.

### 2017 – Fujitsu (Joint Venture)
Anfang November 2017 wurde ein Joint Venture mit dem japanischen Computerhersteller Fujitsu zur Entwicklung und Herstellung von Client-Geräten (Client Computing Devices, CCD) abgeschlossen. Im Rahmen dieser Vereinbarung wollte Lenovo eine Mehrheit an der Fujitsu-Tochter Fujitsu Client Computing Limited (FCCL) übernehmen.

### 2018 – NetApp (Joint Venture)
Mitte September 2018 kündigten Lenovo und NetApp eine strategische Partnerschaft an, wobei Lenovo Speichertechnologien von NetApp vermarkten wird, während NetApp im Gegenzug in Form eines Joint Ventures Zugang zum chinesischen Markt erhält.

### 2025 - Infinidat Ltd. (Kauf)
Am 16. Januar 2025 wurde offiziell mitgeteilt, das Lenovo das israelisch-amerikanisches Datenspeicherunternehmen Infinidat Ltd. übernimmt. Die Übernahme von Infinidat ist ein strategischer Schritt von Lenovo, um seine Position im Markt für Unternehmensspeicherlösungen zu festigen

## Produkte und Vermarktung

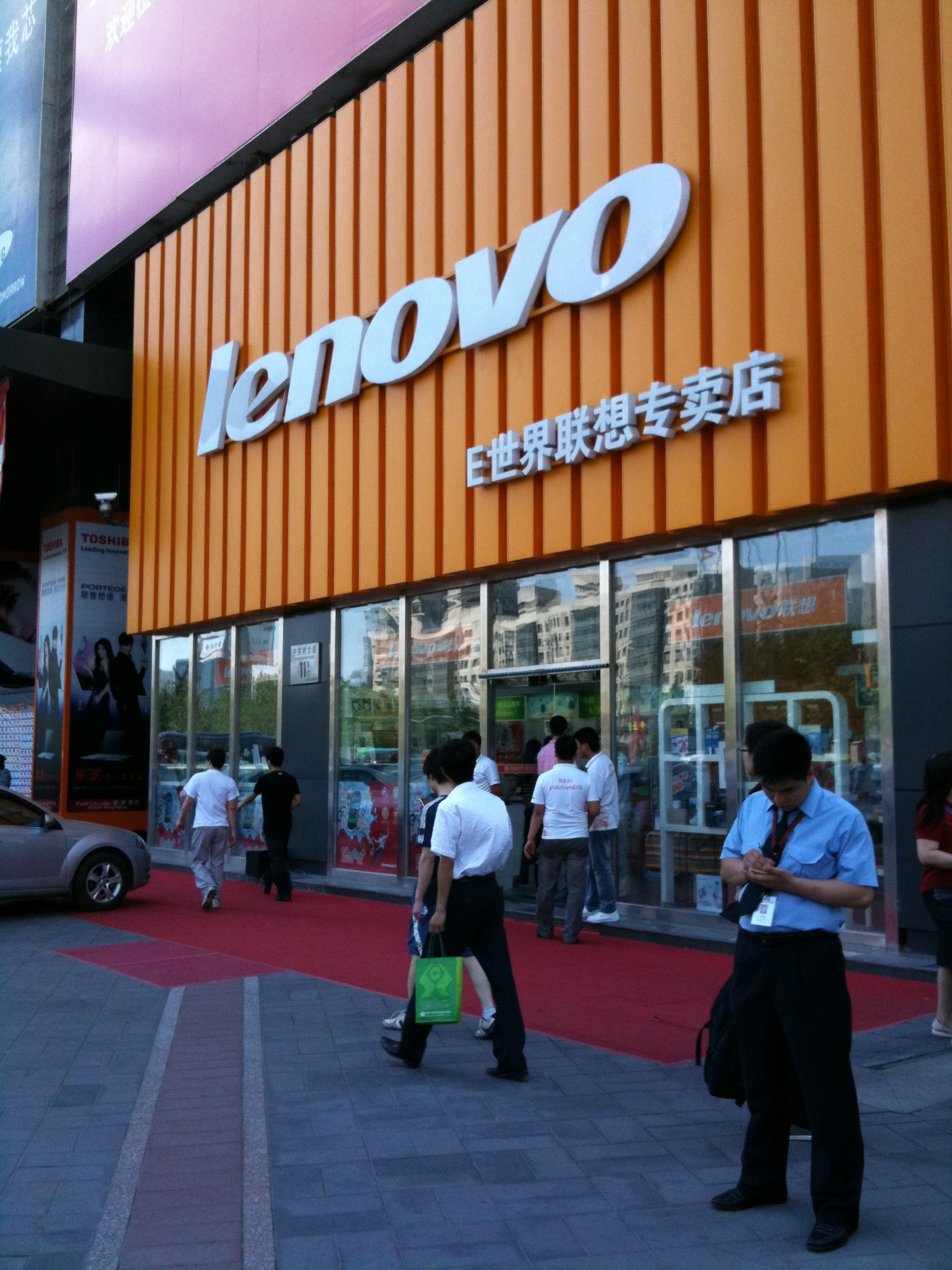
Ein Lenovo-Markt in China

Lenovo produziert eine Vielzahl an Geräten aus dem Bereich Informationstechnik für den weltweiten Verkauf: Notebooks, Tablet-PCs, Ultrabooks, Desktop-Computer, Workstations, Server und Peripheriegeräte wie z. B. Computermonitore. Außerdem werden in etlichen Ländern Asiens Smartphones angeboten. Hier erreichte Lenovo im 4. Quartal 2015 den 4. Platz weltweit mit 20,2 Millionen ausgelieferten Smartphones, im Vergleich zum 4. Quartal 2014 war dies ein Anstieg um 43,6 Prozent.
Der weltweite Marktanteil stieg somit von 3,7 auf 5,1 Prozent. Es wurden 399,5 Millionen Smartphones weltweit im 4. Quartal 2015 ausgeliefert. Des Weiteren hat Lenovo eine Partnerschaft mit Motorola. Hier wurden ebenfalls 20,2 Millionen Smartphones ausgeliefert, allerdings waren es im Jahr zuvor noch 24,7 Millionen.
In den USA werden die Smartphones von Lenovo ausschließlich unter dem Markennamen Motorola angeboten. Besonders erfolgreiche Modelle sind das Moto G und das Moto X. Da Lenovo in westlichen Staaten weniger bekannt ist, konzentriert man sich auf den chinesischen und asiatischen Markt und bietet dort günstige bis sehr günstige Smartphones an.
Eine Vereinbarung, die es Lenovo erlaubte, Notebooks und PCs unter der Marke IBM zu verkaufen, endete mit dem Geschäftsjahr 2010. Anfang 2011 hat IBM den Rest seiner Lenovo-Aktien verkauft.
Lenovo gehört zu den Hauptmitgliedern der FIDO-Allianz, die den Industriestandard Universal Second Factor (U2F) für eine allgemein anwendbare Zwei-Faktor-Authentifizierung entwickelt hat.
In Kooperation mit dem Disney-Konzern hat Lenovo das Virtual Reality Spieleset „Star Wars: Jedi Challenges“ im Dezember 2017 auf den Markt gebracht, bestehend aus einer Virtual-Reality-Brille, einem Lichtschwert und einem Peilsender.
Aufgrund großer Beliebtheit sind bereits Updates des VR-Games verfügbar.
Des Weiteren brachte Lenovo 2018 mit dem Lenovo Explorer ein VR-Komplettpaket auf den Markt, das Windows Mixed Reality (WMR) nutzt.
Im Smartphone-Bereich kündigt Lenovo an, eine Führungsrolle bei der Einführung des neuen 5G-Standards anzupeilen.
2023 stellte Lenovo das Thinkphone im Rahmen der Consumer Electronics Show in Las Vegas vor. Das Business-Smartphone soll demnach vor allem mit den hauseigenen Notebooks harmonieren und wurde zusammen mit Motorola Mobility entwickelt.

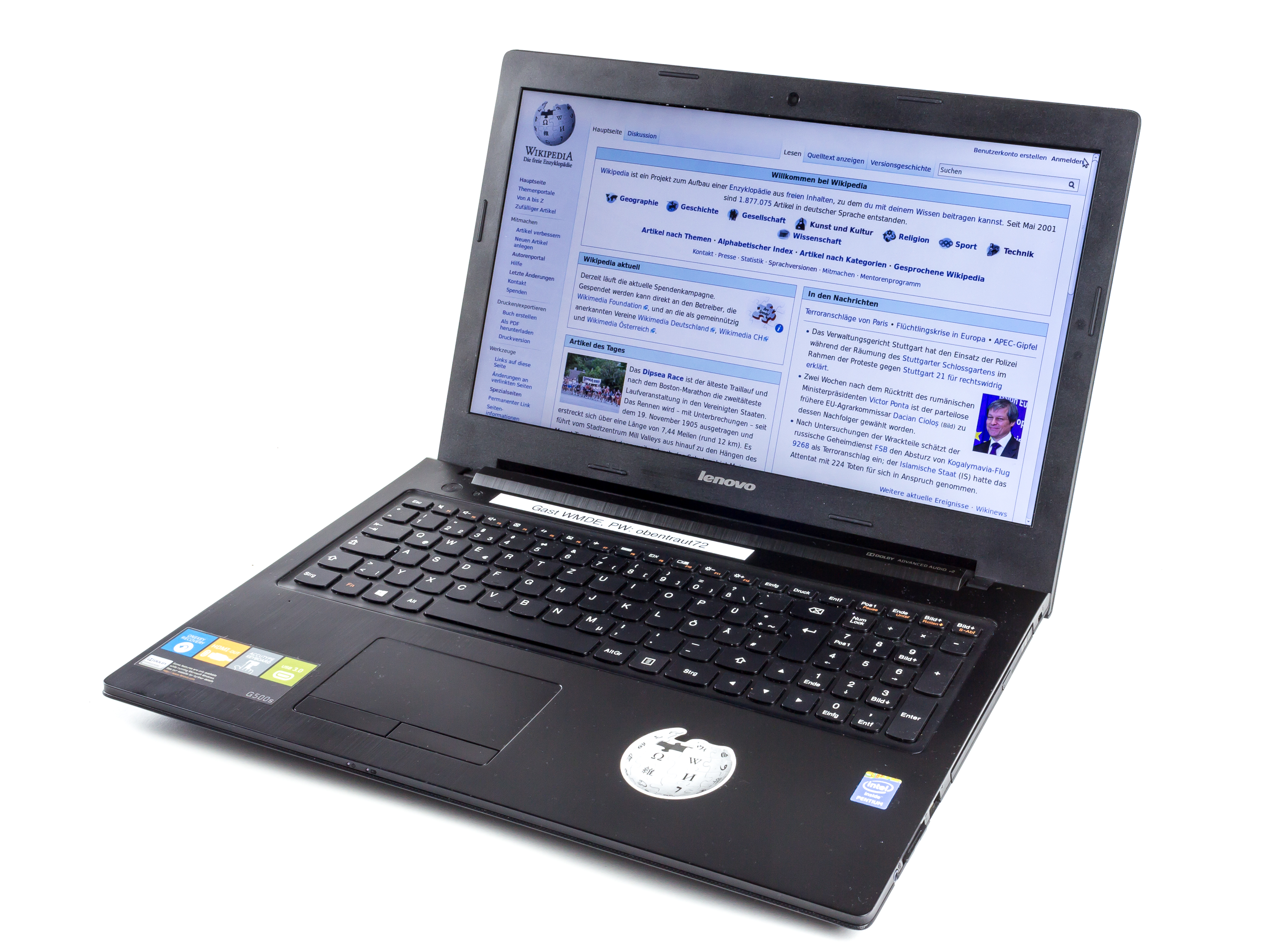
Lenovo-Notebook G500s
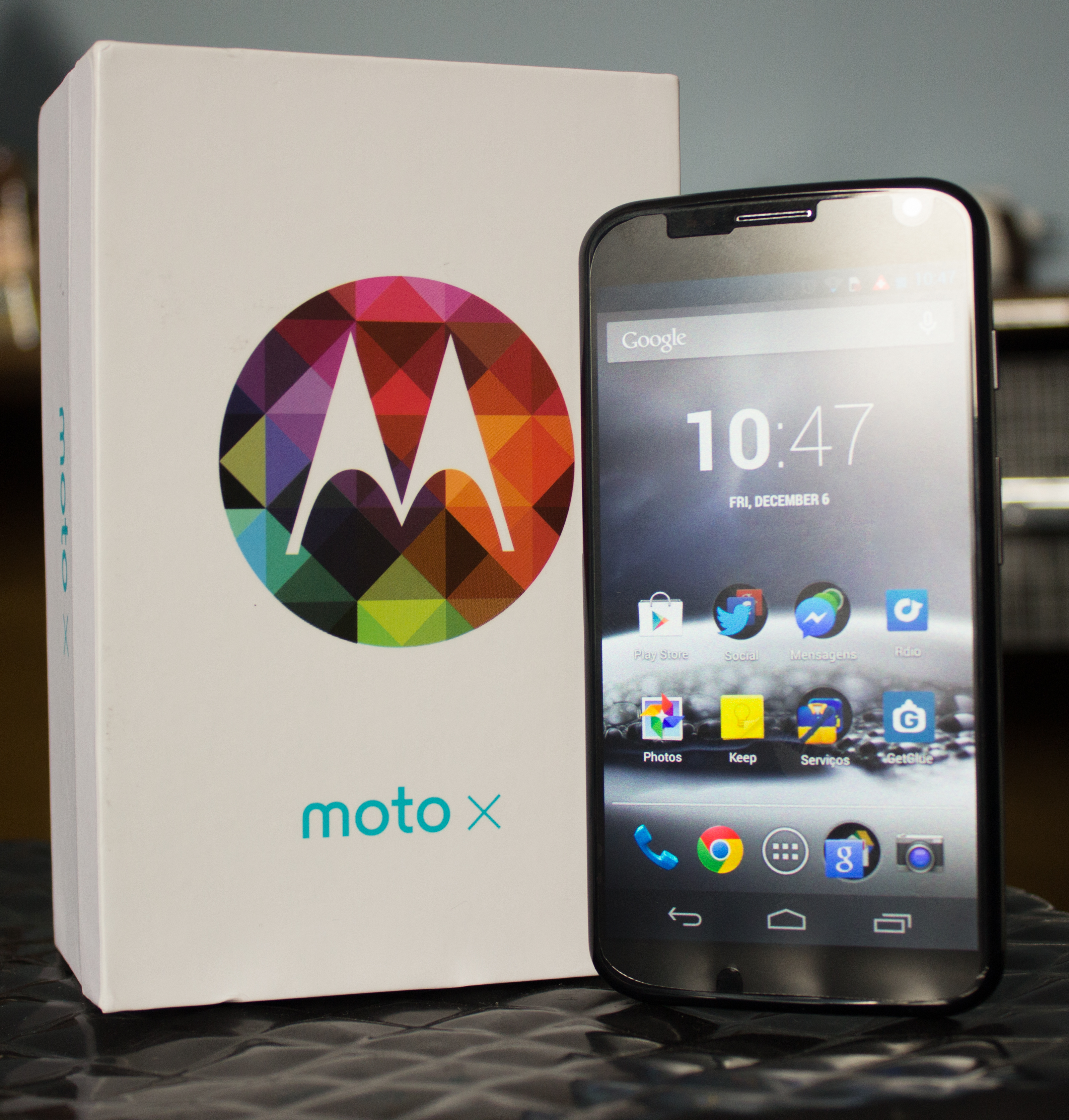
Smartphone Motorola Moto X
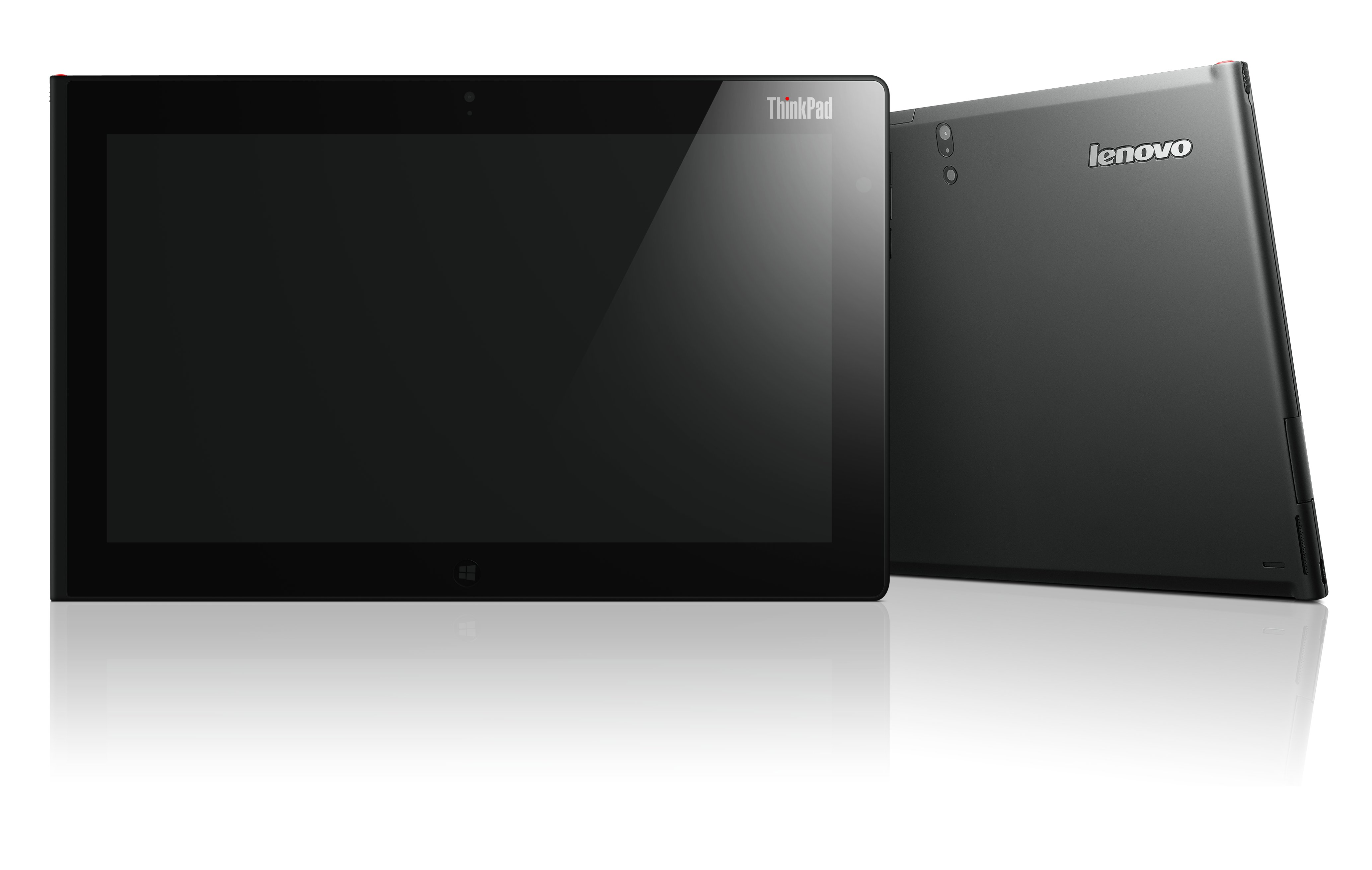
ThinkPad Tablet 2 (Vorder- und Rückseite)
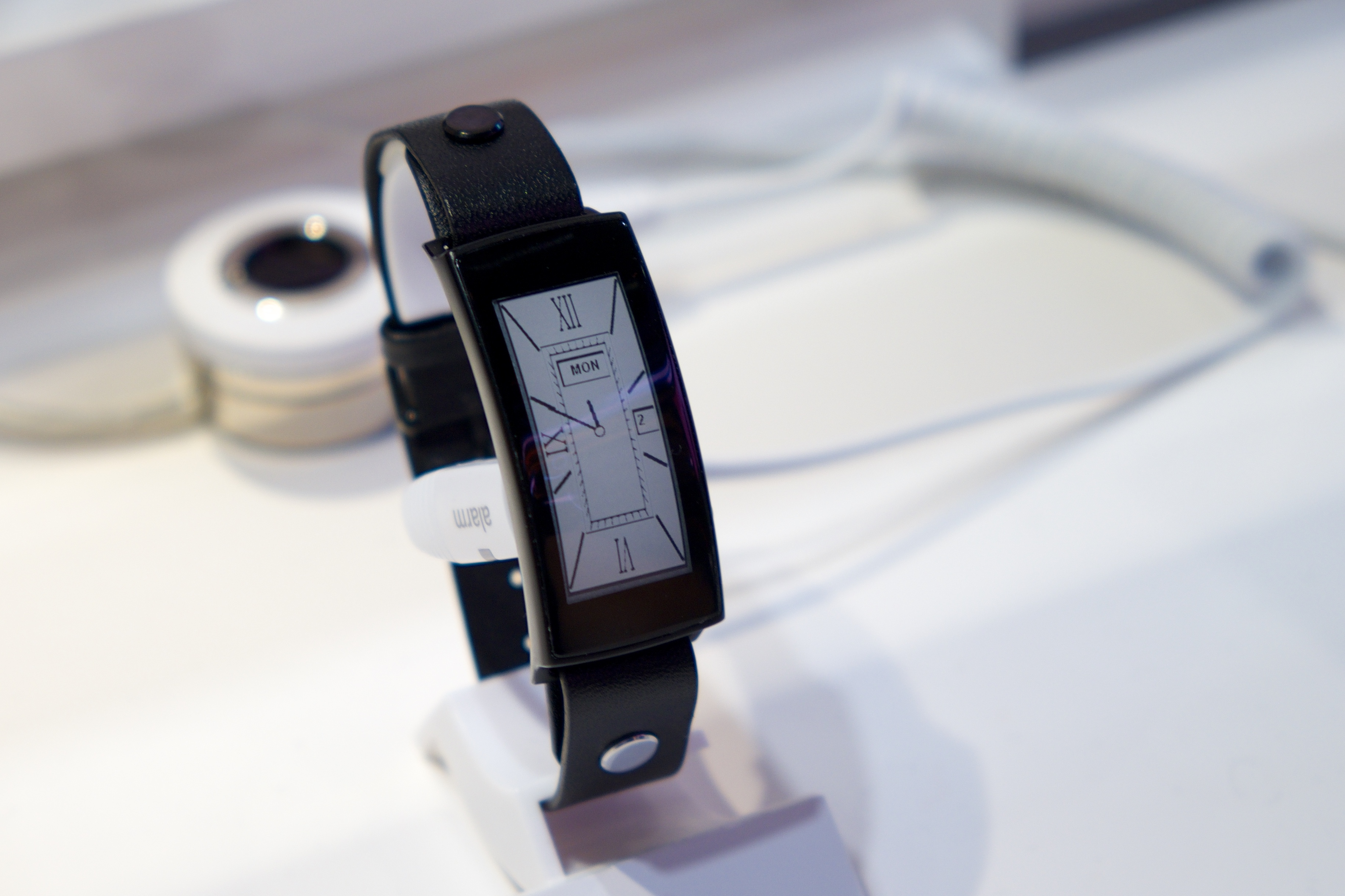
Eine Lenovo Smartwatch, ausgestellt zum Mobile World Congress 2015
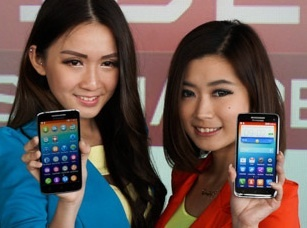
Lenovo Vibe X Smartphones, präsentiert beim Verkaufsstart
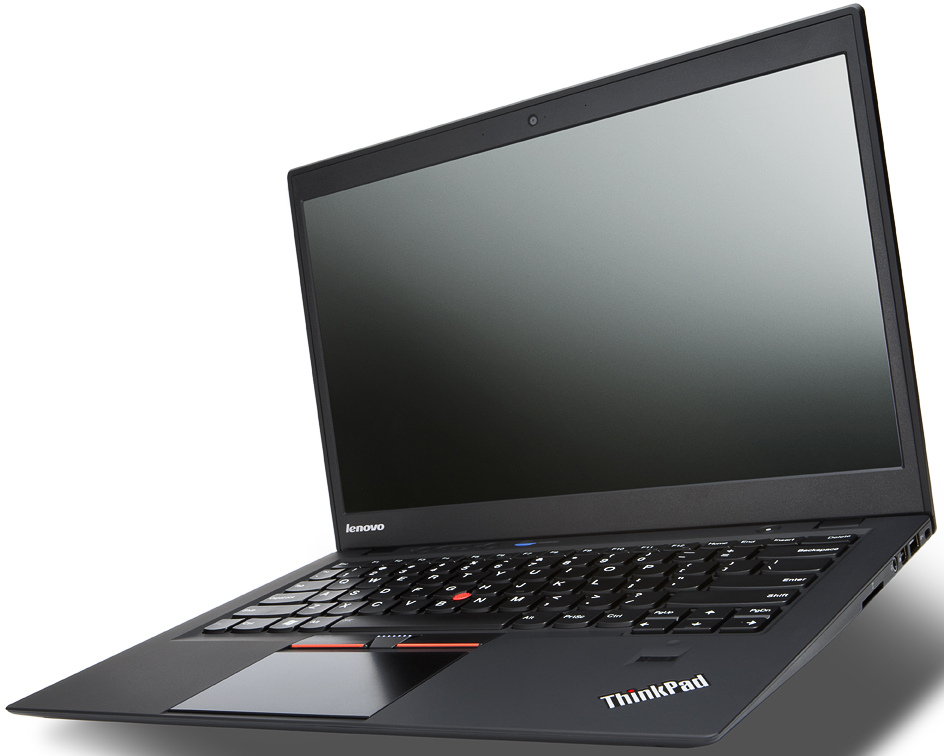
Ein Lenovo ThinkPad X1 Ultrabook
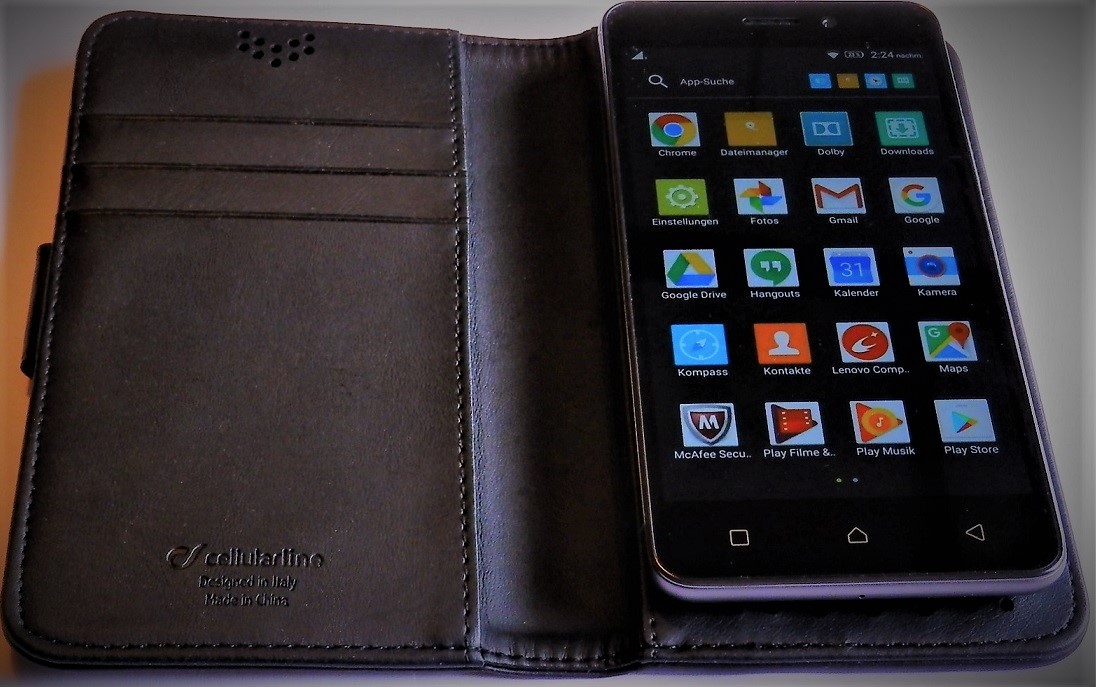
Lenovo K6 mit grauem Metallgehäuse in Handy-Buchtasche

Im August 2018 stellte Lenovo Geräte für den vernetzten Haushalt vor.

## Marktanteil
Laut dem Marktforschungsunternehmen IDC war Lenovo im zweiten Quartal 2016 mit 21,2 Prozent Marktanteil vor HP (20,8 %) und vor Dell (16,0 %) der größte PC-Hersteller weltweit. Verglichen mit dem Vorjahresquartal ergab sich damit eine Steigerung des Marktanteils um 0,5 Prozentpunkte. HP steigerte seinen Marktanteil gegenüber dem zweiten Quartal 2015 ebenfalls (+ 2,9 Prozentpunkte).

## Sponsoring
Lenovo war ein Hauptsponsor des Formel-1-Rennteams Williams F1 und ist seit 2009 Förderer des Rennteams McLaren F1. Lenovo ist ebenfalls Sponsor der Scuderia Ferrari.
Das Unternehmen war auch der Hauptsponsor der Olympischen Sommerspiele 2008. Hier stellte das Unternehmen eine komplette IT-Infrastruktur mit mehr als 30.000 Desktops, Notebooks, Bildschirmen und Servern bereit. Diese Infrastruktur war verantwortlich für das Sammeln und die Aufbereitung der Wettkampfdaten bis hin zur Anzeige der Spielergebnisse im Nationalstadion, im Schwimmzentrum sowie im Fernsehen. Außerdem hatte Lenovo sechs voll ausgestattete Internet-Lounges, sogenannte iLounges, in den Olympischen Dörfern eingerichtet. Diese ermöglichten es den Teilnehmern der Olympischen Spiele, mit Freunden und der Familie über Internet Kontakt zu halten. Weitere Lounges hatte Lenovo für die nationalen Organisationskomitees sowie in den Hauptquartieren der Sponsoren aufgebaut.

## Kritik
Im Februar 2015 erhielt Lenovo Kritik für die Installation von Adware auf Laptops mit Ausnahme der ThinkPad-Reihe, die zwischen Oktober und Dezember 2014 produziert worden war. Die Anwendung Superfish platziert dabei Anzeigen in Suchergebnissen von zum Beispiel Google. Superfish installierte jedoch zusätzlich ein SSL-Zertifikat, mit dem es möglich war, SSL-verschlüsselte Seiten zu manipulieren, wie bei einem Man-in-the-Middle-Angriff. Nach öffentlicher Kritik äußerte sich Lenovo und erklärte, alle serverseitigen Aktionen bereits im Januar deaktiviert zu haben, zusätzlich sei die Software ab Januar bei keinem Laptop mehr vorinstalliert worden.